# Ranunculus geranioides
Ranunculus geranioides Kunth – gatunek rośliny z rodziny jaskrowatych (Ranunculaceae Juss.). Występuje naturalnie w Kostaryce, Panamie, Kolumbii, Ekwadorze oraz Peru. 

## Morfologia
PokrójBylina o owłosionych pędach. Dorasta do 10 cm wysokości.
LiścieSą trójdzielne. Mierzą 3 cm długości. Brzegi są wcięte. Wierzchołek jest ostry lub tępy. Ogonek liściowy jest owłosiony i ma 5 cm długości.
KwiatySą zebrane w parach. Pojawiają się na szczytach pędów. Mają żółtą barwę. Dorastają do 6–9 mm średnicy. Mają podłużne działki kielicha oraz żółte płatki o łyżeczkowatym kształcie.
OwoceNagie niełupki o długości 1–2 mm. Tworzą owoc zbiorowy – wieloniełupkę o jajowatym lub kulistym kształcie i dorastającą do 3–7 mm długości.

## Biologia i ekologia
Rośnie na obszarze górskim na terenach trawiastych. Występuje na wysokości około 2400 m n.p.m.